# Symphonie no 5 de Glass
Pour les articles homonymes, voir Symphonie no 5.
La Symphonie no 5 dite « Choral » est une œuvre en trois mouvements et douze sections pour chœurs, orchestre et solistes composée par Philip Glass en 1998. La symphonie, commandée par le Festival de Salzbourg, a été créée le 28 août 1999 au Grand palais des festivals de Salzbourg sous la direction de Dennis Russell Davies.

## Structure
1. Before the Creation (Avant la création)
2. The Creation of the Cosmos (La création du cosmos)
3. The Creation of Sentient Beings (La création des êtres sensibles)
4. The Creation of Human Beings (La création des êtres humains)
5. Joy and Love (Joie et amour)
6. Evil and Ignorance (Le mal et l'ignorance)
7. Suffering (Souffrance)
8. Compassion (Compassion)
9. Death (Mort)
10. Judgement and Apocalypse (Jugement et Apocalypse)
11. Paradise (Paradis)
12. Dedication (Dédicace)